# Puchar Azji w Piłce Nożnej 2019 (eliminacje)
Eliminacje do Pucharu Azji 2019 miały na celu wyłonić 24 reprezentacje narodowe, które będą mogły wystąpić w turnieju głównym w 2019 roku.

## Format rozgrywek
W porównaniu do poprzednich eliminacji format rozgrywek uległ znaczącym modyfikacjom. W 2014 roku podczas posiedzenia Komitetu Wykonawczego AFC podjęto decyzję o połączeniu dwóch pierwszych rund kwalifikacyjnych do Pucharu Azji z eliminacjami do piłkarskich Mistrzostw Świata.
Do rozstawienia drużyn wykorzystano ranking FIFA ze stycznia 2015 roku. W pierwszej rundzie 12 najniżej sklasyfikowanych zespołów zostało skojarzonych w 6 par, które rywalizowały ze sobą w formacie mecz-rewanż o 6 miejsc premiowanych awansem do drugiej rundy. Zespoły te dołączyły do 34 pozostałych drużyn w drugiej rundzie, w której zostały podzielone na 8 grup po 5 drużyn. Bezpośredni awans do turnieju finałowego uzyskali zwycięzcy każdej z grup oraz 4 najlepsze drużyny w klasyfikacji drużyn z drugich miejsc. Zespoły, które zapewniły sobie awans w ten sposób rywalizowały dalej w kwalifikacjach do Mistrzostw Świata (w tym momencie drogi eliminacji do Pucharu Azji i do Mistrzostw Świata zostały rozłączone).
Pozostałe drużyny z drugich miejsc, wszystkie drużyny, które zajęły trzecie miejsca w swoich grupach oraz 4 najlepsze z czwartych miejsc zagrały w trzeciej, decydującej o awansie rundzie eliminacji do rozgrywek Pucharu Azji. Reszta drużyn (czyli pozostałe drużyny z czwartych miejsc oraz wszystkie z piątych miejsc) zagrały w dodatkowej dwustopniowej fazie play-off, gdzie mecze rozgrywane były systemem mecz i rewanż. W ten sposób wyłonionych zostało ostatnich osiem drużyn, które wzięły udział w trzeciej rundzie eliminacji. W niej, 24 drużyny zostały podzielone na 6 grup po 4 zespoły, które rywalizowały ze sobą systemem kołowym. Po dwie najlepsze drużyny z każdej z grup uzupełniły stawkę finalistów turnieju.

## Uczestnicy
Uczestników uszeregowano według rankingu FIFA ze stycznia 2015 roku (w nawiasach podano miejsca ówczesne miejsca w rankingu). Ponieważ eliminacje do Pucharu Azji były jednocześnie eliminacjami do Mistrzostw Świata, udział w nich brała również reprezentacja Zjednoczonych Emiratów Arabskich.
| Zaczynają od drugiej rundy (Miejsca w rankingu od 1. do 34.) | Zaczynają od drugiej rundy (Miejsca w rankingu od 1. do 34.) | Zaczynają od pierwszej rundy (Miejsca w rankingu od 35. do 46.) |
| --- | --- | --- |
| 1. Iran (51) 2. Japonia (54) 3. Korea Południowa (69) 4. Uzbekistan (71) 5. Zjednoczone Emiraty Arabskie (80) 6. Katar (92) 7. Oman (93) 8. Jordania (93) 9. Chiny (96) 10. Australia (100) 11. Arabia Saudyjska (102) 12. Bahrajn (110) 13. Irak (114) 14. Palestyna (115) 15. Liban (122) 16. Kuwejt (125) 17. Filipiny (129) | 1. Malediwy (131) 2. Wietnam (133) 3. Tadżykistan (136) 4. Mjanma (141) 5. Afganistan (142) 6. Tajlandia (144) 7. Turkmenistan (147) 8. Korea Północna (150) 9. Syria (151) 10. Kirgistan (152) 11. Malezja (154) 12. Hongkong (156) 13. Singapur (157) 14. Indonezja (159) 15. Laos (160) 16. Guam (161) 17. Bangladesz (165) | 1. Indie (171) 2. Sri Lanka (172) 3. Jemen (176) 4. Kambodża (179) 5. Chińskie Tajpej (182) 6. Timor Wschodni (185) 7. Nepal (186) 8. Makau (186) 9. Pakistan (188) 10. Mongolia (194) 11. Brunei (198) 12. Bhutan (209) |

## Pierwsza runda
W tej rundzie, 12 najniżej notowanych drużyn ze strefy AFC według rankingu FIFA ze stycznia 2015 zostało rozlosowanych w 6 par, które zagrały ze sobą w systemie mecz i rewanż. Zwycięzcy dwumeczów uzyskali awans do drugiej rundy eliminacji.

### Mecze
| Drużyna 1       | Wynik dwumeczu | Drużyna 2 | Pierwszy mecz | Drugi mecz |
| --------------- | -------------- | --------- | ------------- | ---------- |
| Indie           | 2–0            | Nepal     | 2–0           | 0–0        |
| Jemen           | 3–1            | Pakistan  | 3–1           | 0–0        |
| Timor Wschodni  | 5–1            | Mongolia  | 4–1           | 1–0        |
| Kambodża        | 4–1            | Makau     | 3–0           | 1–1        |
| Chińskie Tajpej | 2–1            | Brunei    | 1–0           | 1–1        |
| Sri Lanka       | 1–3            | Bhutan    | 0–1           | 1–2        |

## Druga runda
W tej rundzie wzięło udział 6 zespołów z poprzedniej rundy oraz 34 najwyżej notowane zespoły strefy AFC według rankingu FIFA. Zostały one podzielone na osiem grup. Każda z grup liczyła pięć zespołów. Zwycięzcy grup oraz cztery najlepsze zespoły z drugich miejsc awansowali do Pucharu Azji. Pozostałe drużyny z drugich miejsc, wszystkie drużyny, które zajęły trzecie miejsca w swoich grupach oraz 4 najlepsze z czwartych miejsc zagrały w trzeciej, decydującej rundzie eliminacji do Pucharu Azji. Reszta drużyn (czyli pozostałe drużyny z czwartych miejsc oraz wszystkie z piątych miejsc) zagrały w dodatkowej dwustopniowej fazie play-off, gdzie mecze rozgrywane były systemem mecz i rewanż. W ten sposób wyłonionych zostało ostatnich osiem drużyn, które wzięły udział w trzeciej rundzie eliminacji.
Legenda:
- Msc. - miejsce,
- M - liczba rozegranych meczów,
- W - mecze wygrane,
- R - mecze zremisowane,
- P - mecze przegrane,
- Br+ - bramki zdobyte,
- Br- - bramki stracone,
- Pkt. - punkty (3 za zwycięstwo, 1 za remis, 0 za porażkę)

### Grupa A
| Lp. | Drużyna                      | M | Mecze | Mecze | Mecze | Bramki | Bramki | Bramki | Pkt |
| Lp. | Drużyna                      | M | W     | R     | P     | +      | −      | +/−    | Pkt |
| --- | ---------------------------- | - | ----- | ----- | ----- | ------ | ------ | ------ | --- |
| 1.  | Arabia Saudyjska             | 8 | 6     | 2     | 0     | 28     | 4      | +24    | 20  |
| 2.  | Zjednoczone Emiraty Arabskie | 8 | 5     | 2     | 1     | 25     | 4      | +21    | 17  |
| 3.  | Palestyna                    | 8 | 3     | 3     | 2     | 22     | 6      | +16    | 12  |
| 4.  | Malezja                      | 8 | 1     | 1     | 6     | 3      | 30     | −27    | 4   |
| 5.  | Timor Wschodni               | 8 | 0     | 2     | 6     | 2      | 36     | −34    | 2   |

### Grupa B
| Lp. | Drużyna     | M | Mecze | Mecze | Mecze | Bramki | Bramki | Bramki | Pkt |
| Lp. | Drużyna     | M | W     | R     | P     | +      | −      | +/−    | Pkt |
| --- | ----------- | - | ----- | ----- | ----- | ------ | ------ | ------ | --- |
| 1.  | Australia   | 8 | 7     | 0     | 1     | 29     | 4      | +25    | 21  |
| 2.  | Jordania    | 8 | 5     | 1     | 2     | 21     | 7      | +14    | 16  |
| 3.  | Kirgistan   | 8 | 4     | 2     | 2     | 10     | 8      | +2     | 14  |
| 4.  | Tadżykistan | 8 | 1     | 2     | 5     | 9      | 20     | −11    | 5   |
| 5.  | Bangladesz  | 8 | 0     | 1     | 7     | 2      | 32     | −30    | 1   |

### Grupa C
| Lp. | Drużyna  | M | Mecze | Mecze | Mecze | Bramki | Bramki | Bramki | Pkt |
| Lp. | Drużyna  | M | W     | R     | P     | +      | −      | +/−    | Pkt |
| --- | -------- | - | ----- | ----- | ----- | ------ | ------ | ------ | --- |
| 1.  | Katar    | 8 | 7     | 0     | 1     | 29     | 4      | +25    | 21  |
| 2.  | Chiny    | 8 | 5     | 2     | 1     | 27     | 1      | +26    | 17  |
| 3.  | Hongkong | 8 | 4     | 2     | 2     | 13     | 5      | +8     | 14  |
| 4.  | Malediwy | 8 | 2     | 0     | 6     | 8      | 20     | −12    | 6   |
| 5.  | Bhutan   | 8 | 0     | 0     | 8     | 5      | 52     | −47    | 0   |

### Grupa D
| Lp. | Drużyna      | M | Mecze | Mecze | Mecze | Bramki | Bramki | Bramki | Pkt |
| Lp. | Drużyna      | M | W     | R     | P     | +      | −      | +/−    | Pkt |
| --- | ------------ | - | ----- | ----- | ----- | ------ | ------ | ------ | --- |
| 1.  | Iran         | 8 | 6     | 2     | 0     | 26     | 3      | +23    | 20  |
| 2.  | Oman         | 8 | 4     | 2     | 2     | 11     | 7      | +4     | 14  |
| 3.  | Turkmenistan | 8 | 4     | 1     | 3     | 10     | 11     | −1     | 13  |
| 4.  | Guam         | 8 | 2     | 1     | 5     | 3      | 16     | −13    | 7   |
| 5.  | Indie        | 8 | 1     | 0     | 7     | 5      | 18     | −13    | 3   |

### Grupa E
| Lp. | Drużyna    | M | Mecze | Mecze | Mecze | Bramki | Bramki | Bramki | Pkt |
| Lp. | Drużyna    | M | W     | R     | P     | +      | −      | +/−    | Pkt |
| --- | ---------- | - | ----- | ----- | ----- | ------ | ------ | ------ | --- |
| 1.  | Japonia    | 8 | 7     | 1     | 0     | 28     | 0      | +28    | 22  |
| 2.  | Syria      | 8 | 6     | 0     | 2     | 26     | 11     | +15    | 18  |
| 3.  | Singapur   | 8 | 3     | 1     | 4     | 9      | 9      | 0      | 10  |
| 4.  | Afganistan | 8 | 3     | 0     | 5     | 8      | 24     | −16    | 9   |
| 5.  | Kambodża   | 8 | 0     | 0     | 8     | 1      | 27     | −26    | 0   |

### Grupa F
| Lp. | Drużyna         | M | Mecze | Mecze | Mecze | Bramki | Bramki | Bramki | Pkt |
| Lp. | Drużyna         | M | W     | R     | P     | +      | −      | +/−    | Pkt |
| --- | --------------- | - | ----- | ----- | ----- | ------ | ------ | ------ | --- |
| 1.  | Tajlandia       | 6 | 4     | 2     | 0     | 14     | 6      | +8     | 14  |
| 2.  | Irak            | 6 | 3     | 3     | 0     | 13     | 6      | +7     | 12  |
| 3.  | Wietnam         | 6 | 2     | 1     | 3     | 6      | 8      | −2     | 7   |
| 4.  | Chińskie Tajpej | 6 | 0     | 0     | 6     | 5      | 18     | −13    | 0   |

### Grupa G
| Lp. | Drużyna          | M | Mecze | Mecze | Mecze | Bramki | Bramki | Bramki | Pkt |
| Lp. | Drużyna          | M | W     | R     | P     | +      | −      | +/−    | Pkt |
| --- | ---------------- | - | ----- | ----- | ----- | ------ | ------ | ------ | --- |
| 1.  | Korea Południowa | 8 | 8     | 0     | 0     | 27     | 0      | +27    | 24  |
| 2.  | Liban            | 8 | 3     | 2     | 3     | 12     | 6      | +6     | 11  |
| 3.  | Kuwejt           | 8 | 3     | 1     | 4     | 12     | 10     | +2     | 10  |
| 4.  | Mjanma           | 8 | 2     | 2     | 4     | 9      | 21     | −12    | 8   |
| 5.  | Laos             | 8 | 1     | 1     | 6     | 6      | 29     | −23    | 4   |

### Grupa H
| Lp. | Drużyna        | M | Mecze | Mecze | Mecze | Bramki | Bramki | Bramki | Pkt |
| Lp. | Drużyna        | M | W     | R     | P     | +      | −      | +/−    | Pkt |
| --- | -------------- | - | ----- | ----- | ----- | ------ | ------ | ------ | --- |
| 1.  | Uzbekistan     | 8 | 7     | 0     | 1     | 20     | 7      | +13    | 21  |
| 2.  | Korea Północna | 8 | 5     | 1     | 2     | 14     | 8      | +6     | 16  |
| 3.  | Filipiny       | 8 | 3     | 1     | 4     | 8      | 12     | −4     | 10  |
| 4.  | Bahrajn        | 8 | 3     | 0     | 5     | 10     | 10     | 0      | 9   |
| 5.  | Jemen          | 8 | 1     | 0     | 7     | 2      | 17     | −15    | 3   |

### Klasyfikacja drużyn z drugich miejsc
Do sklasyfikowania drużyn z drugich miejsc przyjęto następujące kryteria:
1. Zdobyte punkty w drugiej rundzie
2. Różnica bramek
3. Bramki strzelone
4. Dodatkowy mecz na neutralnym terenie (tylko jeśli FIFA wyrazi zgodę na jego rozegranie)

Po dyskwalifikacji Indonezji w grupie F jest mniej drużyn niż w pozostałych grupach. W związku z tym w klasyfikacji tej nie będą uwzględniane mecze z drużynami, które zajmą piąte miejsca w swoich grupach.
| Gr. | Zespół                       | M | W | R | P | Br+ | Br- | +/- | Pkt |
| --- | ---------------------------- | - | - | - | - | --- | --- | --- | --- |
| F   | Irak                         | 6 | 3 | 3 | 0 | 13  | 6   | +7  | 12  |
| E   | Syria                        | 6 | 4 | 0 | 2 | 14  | 11  | +3  | 12  |
| A   | Zjednoczone Emiraty Arabskie | 6 | 3 | 2 | 1 | 16  | 4   | +12 | 11  |
| C   | Chiny                        | 6 | 3 | 2 | 1 | 9   | 1   | +8  | 11  |
| H   | Korea Północna               | 6 | 3 | 1 | 2 | 10  | 8   | +2  | 10  |
| B   | Jordania                     | 6 | 3 | 1 | 2 | 9   | 7   | +2  | 10  |
| D   | Oman                         | 6 | 2 | 2 | 2 | 6   | 6   | 0   | 8   |
| G   | Liban                        | 6 | 1 | 2 | 3 | 3   | 6   | -3  | 5   |

### Klasyfikacja drużyn z czwartych miejsc
Do sklasyfikowania drużyn z czwartych miejsc przyjęto następujące kryteria:
1. Zdobyte punkty w drugiej rundzie
2. Różnica bramek
3. Bramki strzelone
4. Dodatkowy mecz na neutralnym terenie (tylko jeśli AFC wyrazi zgodę na jego rozegranie)

Po dyskwalifikacji Indonezji w grupie F było mniej drużyn niż w pozostałych grupach. W związku z tym w klasyfikacji tej nie były uwzględniane mecze z drużynami, które zajęły piąte miejsca w swoich grupach.
| Gr. | Zespół          | M | W | R | P | Br+ | Br- | +/- | Pkt |
| --- | --------------- | - | - | - | - | --- | --- | --- | --- |
| D   | Guam            | 6 | 1 | 1 | 4 | 1   | 14  | −13 | 4   |
| G   | Mjanma          | 6 | 1 | 1 | 4 | 4   | 18  | −14 | 4   |
| H   | Bahrajn         | 6 | 1 | 0 | 5 | 3   | 10  | −7  | 3   |
| E   | Afganistan      | 6 | 1 | 0 | 5 | 4   | 24  | −20 | 3   |
| B   | Tadżykistan     | 6 | 0 | 1 | 5 | 3   | 19  | −17 | 1   |
| F   | Malediwy        | 6 | 0 | 0 | 6 | 5   | 19  | −14 | 0   |
| C   | Chińskie Tajpej | 6 | 0 | 0 | 6 | 0   | 15  | −15 | 0   |
| A   | Malezja         | 6 | 0 | 0 | 6 | 1   | 29  | −28 | 0   |

## Runda play-off
Zgodnie z decyzją podjętą podczas posiedzenia Komitetu Wykonawczego AFC rozegrana została runda play-off dla drużyn z czwartych miejsc, które nie uzyskały bezpośredniego awansu do trzeciej rundy jako jedna z najlepszych drużyn z czwartych miejsc oraz dla drużyn, które zajęły piąte miejsca w swoich grupach. Format rozgrywek to dwie rundy w systemach mecz i rewanż które wyłoniły sześć zespołów, które dalej uczestniczyły w eliminacjach. Pary zostały wylosowane dnia 7 kwietnia 2016 roku w Kuala Lumpur.

### Podział na koszyki
11 drużyn zostało zakwalifikowanych do udziału w fazie play-off. Wszystkie drużyny, które zajęły czwarte miejsca w swoich grupach w drugiej rundzie zostały przydzielone do 1 koszyka. Spośród drużyn, które zajęły piąte miejsce została stworzona klasyfikacja na podstawie której uszeregowano drużyny. Najwyżej sklasyfikowana reprezentacja Laosu została przydzielona do pierwszego koszyka, natomiast najniżej sklasyfikowana reprezentacja Bhutanu nie wystąpiła w pierwszej rundzie i do rywalizacji dołączyła dopiero w decydującej drugiej rundzie. Pozostałe ekipy rozpoczęły rywalizację już od pierwszej rundy i były losowane z drugiego koszyka. Losowanie drugiej rundy odbyło się przed losowaniem par pierwszej rundy, dlatego też dla drugiej rundy nie było żadnych rozstawień.
| Zaczynają od pierwszej rundy                                     | Zaczynają od pierwszej rundy                                  | Zaczynają od drugiej rundy |
| Koszyk A                                                         | Koszyk B                                                      | Zaczynają od drugiej rundy |
| ---------------------------------------------------------------- | ------------------------------------------------------------- | -------------------------- |
| 1. Tadżykistan 2. Chińskie Tajpej 3. Malediwy 4. Malezja 5. Laos | 1. Indie 2. Jemen 3. Timor Wschodni 4. Bangladesz 5. Kambodża | 1. Bhutan                  |

| Gr. | Zespół         | M | W | R | P | Br+ | Br- | +/- | Pkt |
| --- | -------------- | - | - | - | - | --- | --- | --- | --- |
| G   | Laos           | 8 | 1 | 1 | 6 | 6   | 29  | −23 | 4   |
| D   | Indie          | 8 | 1 | 0 | 7 | 5   | 18  | −13 | 3   |
| H   | Jemen          | 8 | 1 | 0 | 7 | 2   | 17  | −15 | 3   |
| A   | Timor Wschodni | 8 | 0 | 2 | 6 | 2   | 36  | −34 | 2   |
| B   | Bangladesz     | 8 | 0 | 1 | 7 | 2   | 32  | −30 | 1   |
| E   | Kambodża       | 8 | 0 | 0 | 8 | 1   | 27  | −26 | 0   |
| C   | Bhutan         | 8 | 0 | 0 | 8 | 5   | 52  | −47 | 0   |

| start od pierwszej rundy, losowanie z Koszyka A |
| start od pierwszej rundy, losowanie z Koszyka B |
| start od drugiej rundy                          |

### Runda 1
Z wyjątkiem najniżej rozstawionego zespołu (Bhutan), pozostałe dziesięć zespołów zostało podzielonych na dwa koszyki i rozlosowane na pięć par. Zwycięzcy dwumeczów automatycznie zakwalifikowali się do trzeciej rundy eliminacji, natomiast przegrani zmierzyli się w dodatkowym dwumeczu o prawo udziału w trzeciej rundzie eliminacji. Każda z nich rozegrała dwa mecze w dniach 2 i 7 czerwca 2016
| Drużyna 1       | Wynik dwumeczu | Drużyna 2      | Pierwszy mecz | Drugi mecz |
| --------------- | -------------- | -------------- | ------------- | ---------- |
| Chińskie Tajpej | 2–4            | Kambodża       | 2–2           | 0–2        |
| Malediwy        | 0–4            | Jemen          | 0–2           | 0–2        |
| Tadżykistan     | 6–0            | Bangladesz     | 5–0           | 1–0        |
| Malezja         | 6–0            | Timor Wschodni | 3–0           | 3–0        |
| Laos            | 1–7            | Indie          | 0–1           | 1–6        |

Mecze
| 2 czerwca 2016 13:00 CET | Chińskie Tajpej · Huang Wei-min 6' · Chen Po-liang 22' | 2:2(2:2)Raport | Kambodża · Sokpheng 8' · Chhoeun 32' | Stadion Narodowy, Kaohsiung Widzów: 3 564 Sędzia: Pranjal Banerjee |
|                          |                                                        |                |                                      |                                                                    |

| 7 czerwca 2016 14:00 CET | Kambodża · Pheng 7' · Mony Udom 60' (k.) | 2:0(1:0)Raport | Chińskie Tajpej | Stadion Olimpijski, Phnom Penh Widzów: 50 000 Sędzia: Ahmed Al-Ali |
|                          |                                          |                |                 |                                                                    |

- Kambodża wygrała w dwumeczu 4:2 i awansowała do trzeciej rundy kwalifikacji.

| 2 czerwca 2016 18:00 CET | Malediwy | 0:2(0:1)Raport | Jemen · Al-Hagri 31' · Al-Worafi 80' | Stadion Narodowy, Male Widzów: 2 600 Sędzia: Kim Dae-yong |
|                          |          |                |                                      |                                                           |

| 7 czerwca 2016 21:00 CET | Jemen · Al-Matari 24' · Samooh 54' (sam.) | 2:0(1:0)Raport | Malediwy | Grand Hamad Stadium, Doha (Katar) Widzów: 200 Sędzia: Sivakorn Pu-udom |
|                          |                                           |                |          |                                                                        |

- Jemen wygrał w dwumeczu 4:0 i awansował do trzeciej rundy kwalifikacji.

| 2 czerwca 2016 17:00 CET | Tadżykistan · Dżahongir Ergaszew 19', 30' · Umarboew 33' · Dawrondżon Ergaszew 49' · Szaripow 72' | 5:0(3:0)Raport | Bangladesz | Stadion Pamir, Duszanbe Widzów: 8 332 Sędzia: Hanna Hattab |
|                          |                                                                                                   |                |            |                                                            |

| 7 czerwca 2016 12:30 CET | Bangladesz | 0:1(0:1)Raport | Tadżykistan · Nazarow 8' | Stadion Narodowy Bangabandhu, Dhaka Widzów: 800 Sędzia: Hussein Abo Yehia |
|                          |            |                |                          |                                                                           |

- Tadżykistan wygrał w dwumeczu 6:0 i awansował do trzeciej rundy kwalifikacji.

| 2 czerwca 2016 14:45 CET | Malezja · Hazwan 16', 21' · Amri 85' | 3:0(2:0)Raport | Timor Wschodni | Stadion Tan Sri Dato Haji Hassan Yunos, Johor Bahru Widzów: 3 600 Sędzia: Hiroyuki Kimura |
|                          |                                      |                |                |                                                                                           |

| 6 czerwca 2016 16:00 CET | Timor Wschodni | 0:3(0:1)Raport | Malezja · Jones 16' · Hazwan 58' · S. Chanturu 68' | Stadion Tan Sri Dato Haji Hassan Yunos, Johor Bahru (Malezja) Widzów: 1 145 Sędzia: Ho Wai Sing |
|                          |                |                |                                                    |                                                                                                 |

- Malezja wygrała w dwumeczu 6:0 i awansowała do trzeciej rundy kwalifikacji.

| 2 czerwca 2016 13:30 CET | Laos | 0:1(0:0)Raport | Indie · Lalpekhlua 55' | Nowy Stadion Narodowy Laosu, Wientian Widzów: 1 200 Sędzia: Omar Al Yaquobi |
|                          |      |                |                        |                                                                             |

| 7 czerwca 2016 15:30 CET | Indie · Lalpekhlua 43', 74' · Passi 45+1' · Jhingan 48' · Rafique 83' · Cardozo 87' | 6:1(2:1)Raport | Laos · Sihavong 16' | Indira Gandhi Athletic Stadium, Guwahati Widzów: 2 500 Sędzia: Jansen Foo |
|                          |                                                                                     |                |                     |                                                                           |

- Indie wygrały w dwumeczu 7:1 i awansowały do trzeciej rundy kwalifikacji.

### Runda 2
Do pięciu przegranych w pierwszej rundzie dołączył Bhutan. Sześć drużyn było rozlosowanych na trzy pary. Każda para rozegrała dwa mecze w dniach 6 września oraz 11 października 2016, a zwycięzcy swoich par awansowali do trzeciej rundy głównych kwalifikacji. 
| Drużyna 1      | Wynik dwumeczu | Drużyna 2       | Pierwszy mecz | Drugi mecz |
| -------------- | -------------- | --------------- | ------------- | ---------- |
| Malediwy       | 5:1            | Laos            | 4:0           | 1:1        |
| Bangladesz     | 1:3            | Bhutan          | 0:0           | 1:3        |
| Timor Wschodni | 2:4            | Chińskie Tajpej | 1:2           | 1:2        |

Mecze
| 6 września 2016 18:00 CET | Malediwy · Fasir 15' · Ashfaq 62', 90+3' · Niyaz 87' | 4:0(1:0)Raport | Laos | Stadion Narodowy, Male Widzów: 4 700 Sędzia: Masaaki Toma |
|                           |                                                      |                |      |                                                           |

| 11 października 2016 13:00 CET | Laos · Sihavong 80' | 1:1(0:0)Raport | Malediwy · Nashid 90+1' | Nowy Stadion Narodowy Laosu, Wientian Widzów: 1 200 Sędzia: Dmitrij Maszencew |
|                                |                     |                |                         |                                                                               |

- Malediwy wygrały w dwumeczu 5:1 i awansowały do trzeciej rundy kwalifikacji.

| 6 września 2016 15:00 CET | Bangladesz | 0:0(0:0)Raport | Bhutan | Stadion Narodowy Bangabandhu, Dhaka Widzów: 5 000 Sędzia: Çarymyrat Kurbanow |
|                           |            |                |        |                                                                              |

| 10 października 2016 14:00 CET | Bhutan · J. Dorji 4' · C. Gyeltshen 26', 76' | 3:1(2:0)Raport | Bangladesz · Islam 63' | Changlimithang, Thimphu Widzów: 6 120 Sędzia: Khurram Shahzad |
|                                |                                              |                |                        |                                                               |

- Bhutan wygrał w dwumeczu 3:1 i awansował do trzeciej rundy kwalifikacji.

| 8 października 2016 13:00 CET | Timor Wschodni · Gama 5' | 1:2(1:2)Raport | Chińskie Tajpej · Wu Chun-ching 8', 38' | Stadion Narodowy, Kaohsiung (Chińskie Tajpej) Widzów: 2 849 Sędzia: Võ Minh Trí |
|                               |                          |                |                                         |                                                                                 |

| 11 października 2016 13:00 CET | Chińskie Tajpej · Chen Yi-wei 10' · Chen Hao-wei 75' | 2:1(1:0)Raport | Timor Wschodni · José Oliveira 85' | Stadion Narodowy, Kaohsiung Widzów: 1 000 Sędzia: Kim Hee-gon |
|                                |                                                      |                |                                    |                                                               |

- Chińskie Tajpej wygrało w dwumeczu 4:2 i awansowało do trzeciej rundy kwalifikacji.

## Trzecia runda
W sumie 24 zespoły uzyskały awans do trzeciej rundy kwalifikacji. W związku z awansem Zjednoczonych Emiratów Arabskich do trzeciej rundy eliminacji Mistrzostw Świata, dodatkowe miejsce dla gospodarza nie było potrzebne, co spowodowało, że reprezentacje walczyły o 12 miejsc premiowanych awansem do Pucharu Azji. Ponieważ z udziału w dalszej rywalizacji zrezygnowała reprezentacja Guamu, a federacja piłkarska Kuwejtu w dalszym ciągu jest zawieszona przez FIFA, AFC zdecydowało o dołączeniu do rywalizacji dwóch najlepszych drużyn turnieju Solidarity Cup rozegranego w 2016 roku - Nepalu i Makau.
Zakwalifikowane zespoły:
| Koszyk 1                                                                  | Koszyk 2                                                                    | Koszyk 3                                                                 | Koszyk 4                                                                   |
| ------------------------------------------------------------------------- | --------------------------------------------------------------------------- | ------------------------------------------------------------------------ | -------------------------------------------------------------------------- |
| 1. Jordania 2. Oman 3. Filipiny 4. Bahrajn 5. Kirgistan 6. Korea Północna | 1. Indie 2. Palestyna 3. Tadżykistan 4. Wietnam 5. Hongkong 6. Turkmenistan | 1. Malediwy 2. Liban 3. Jemen 4. Afganistan 5. Chińskie Tajpej 6. Mjanma | 1. Malezja 2. Singapur 3. Kambodża 4. Kuwejt Nepal 5. Bhutan 6. Guam Makau |

### Grupa A
| Lp. | Drużyna       | M | Mecze | Mecze | Mecze | Bramki | Bramki | Bramki | Pkt |
| Lp. | Drużyna       | M | W     | R     | P     | +      | −      | +/−    | Pkt |
| --- | ------------- | - | ----- | ----- | ----- | ------ | ------ | ------ | --- |
| 1.  | Indie (A)     | 6 | 4     | 1     | 1     | 11     | 5      | +6     | 13  |
| 2.  | Kirgistan (A) | 6 | 4     | 1     | 1     | 14     | 8      | +6     | 13  |
| 3.  | Mjanma        | 6 | 2     | 2     | 2     | 10     | 10     | 0      | 8   |
| 4.  | Makau         | 6 | 0     | 0     | 6     | 4      | 16     | −12    | 0   |

Wyniki
| 28 marca 2017 | Mjanma | 0:1   | Indie         |                                                              |
| 13:30 CET     |        | (0:0) | Chhetri 90+1' | Stadion Thuwunna, Rangun Widzów: 21 025 Sędzia: Yu Ming-hsun |

| 28 marca 2017 | Kirgistan    | 1:0   | Makau |                                                                                 |
| 15:30 CET     | Bajmatow 70' | (0:0) |       | Stadion im. Dölöna Ömürzakowa, Biszkek Widzów: 10 600 Sędzia: Masoud Tufayelieh |

| 13 czerwca 2017 | Makau | 0:4   | Mjanma                                                |                                                                    |
| 13:30 CET       |       | (0:2) | Sithu Aung 4', 62' · Kyaw Ko Ko 30' · Min Min Thu 74' | Estádio Campo Desportivo, Taipa Widzów: 1 200 Sędzia: Kim Dae-yong |

| 13 czerwca 2017 | Indie       | 1:0   | Kirgistan |                                                                         |
| 15:30 CET       | Chhetri 69' | (0:0) |           | Stadion Sree Kanteerava, Bengaluru Widzów: 6 213 Sędzia: Yudai Yamamoto |

| 5 września 2017 | Makau | 0:2   | Indie             |                                                                  |
| 13:30 CET       |       | (0:0) | B. Singh 57', 82' | Estádio Campo Desportivo, Taipa Widzów: 600 Sędzia: Ahmed Al-Ali |

| 10 października 2017 | Mjanma                          | 2:2   | Kirgistan                         |                                                              |
| 14:30 CET            | Aung Thu 52' · Kyaw Ko Ko 90+2' | (0:1) | Ziemlanuchin 9' (k.) · Majier 49' | Stadion Thuwunna, Rangun Widzów: 2 886 Sędzia: Ali Abdulnabi |

| 11 października 2017 | Indie                                                                | 4:1   | Makau      |                                                                            |
| 16:00 CET            | Borges 28' · Chhetri 60' · Lam Ka Seng 70' (sam.) · Lalpekhlua 90+2' | (1:1) | Torrão 37' | Stadion Sree Kanteerava, Bengaluru Widzów: 4 113 Sędzia: Yaqoob Abdul Baki |

| 14 listopada 2017 | Makau                                               | 3:4   | Kirgistan                                            |                                                                 |
| 12:30 CET         | Chan Pak Chun 72' · Torrão 79' (k.) · Fernandes 87' | (0:2) | Ziemlanuchin 25' (k.), 55' · Luks 36' · Murzajew 84' | Estádio Campo Desportivo, Taipa Widzów: 353 Sędzia: Võ Minh Trí |

| 14 listopada 2017 | Indie                             | 2:2   | Mjanma                           |                                                            |
| 15:30 CET         | Chhetri 13' (k.) · Lalpekhlua 69' | (1:2) | Yan Naing Oo 1' · Kyaw Ko Ko 19' | Fatorda Stadium, Margao Widzów: 5 546 Sędzia: Liu Kwok Man |

| 22 marca 2018 | Kirgistan                                                        | 5:1   | Mjanma         |                                                                                         |
| 7:00 CET      | Szamszyjew 2' · Ziemlanuchin 5', 63' · Luks 74' · Sagynbajew 87' | (2:0) | Kyaw Ko Ko 83' | Incheon Football Stadium, Inczon (Korea Południowa) Widzów: 1 068 Sędzia: Sukhbir Singh |

| 27 marca 2018 | Mjanma      | 1:0   | Makau |                                                            |
| 13:30 CET     | Kyi Lin 74' | (0:0) |       | Stadion Thuwunna, Rangun Widzów: 4 638 Sędzia: Minoru Tōjō |

| 27 marca 2018 | Kirgistan                      | 2:1   | Indie          |                                                                               |
| 16:00 CET     | Ziemlanuchin 2' · Murzajew 72' | (1:0) | Lalpekhlua 88' | Stadion im. Dölöna Ömürzakowa, Biszkek Widzów: 9 588 Sędzia: Ammar Al-Jeneibi |

### Grupa B
| Lp. | Drużyna            | M | Mecze | Mecze | Mecze | Bramki | Bramki | Bramki | Pkt |
| Lp. | Drużyna            | M | W     | R     | P     | +      | −      | +/−    | Pkt |
| --- | ------------------ | - | ----- | ----- | ----- | ------ | ------ | ------ | --- |
| 1.  | Liban (A)          | 6 | 5     | 1     | 0     | 14     | 4      | +10    | 16  |
| 2.  | Korea Północna (A) | 6 | 3     | 2     | 1     | 13     | 10     | +3     | 11  |
| 3.  | Hongkong           | 6 | 1     | 2     | 3     | 4      | 7      | −3     | 5   |
| 4.  | Malezja            | 6 | 0     | 1     | 5     | 5      | 15     | −10    | 1   |

Wyniki
| 28 marca 2017 | Liban                   | 2:0   | Hongkong |                                                                                     |
| 17:00 CET     | Ghaddar 27' · Matuk 34' | (2:0) |          | Camille Chamoun Sports City Stadium, Bejrut Widzów: 14 672 Sędzia: Pranjal Banerjee |

| 13 czerwca 2017 | Hongkong           | 1:1   | Korea Północna  |                                                              |
| 14:00 CET       | Tan Chun Lok 45+1' | (1:0) | Kim Yu-song 46' | Hong Kong Stadium, Hongkong Widzów: 8 194 Sędzia: Jansen Foo |

| 13 czerwca 2017 | Malezja    | 1:2   | Liban            |                                                                                             |
| 14:45 CET       | Mahali 43' | (1:0) | Ataya 79', 90+4' | Stadion Tan Sri Dato Haji Hassan Yunos, Johor Bahru Widzów: 6 850 Sędzia: Jameel Abdulhusin |

| 5 września 2017 | Korea Północna                    | 2:2   | Liban                     |                                                                       |
| 10:30 CET       | Kim Yu-song 23' · Ri Yong-jik 87' | (1:0) | Mansour 47' · Matuk 90+4' | Stadion im. Kim Ir Sena, Pjongjang Widzów: 31 000 Sędzia: Aziz Asimov |

| 5 września 2017 | Malezja    | 1:1   | Hongkong   |                                                               |
| 14:45 CET       | Zainon 56' | (0:0) | Sandro 53' | Stadion Hang Jebat, Malakka Widzów: 3 646 Sędzia: Chris Beath |

| 10 października 2017 | Hongkong              | 2:0   | Malezja |                                                                       |
| 14:00 CET            | Jordi 44' · McKee 49' | (1:0) |         | Hong Kong Stadium, Hongkong Widzów: 7 920 Sędzia: Nivon Robesh Gamini |

| 10 października 2017 | Liban                                                          | 5:0   | Korea Północna |                                                                                |
| 16:30 CET            | El-Helwe 21' · Matuk 25' · Ayass 50' · Hamam 80' · Ataya 90+1' | (2:0) |                | Camille Chamoun Sports City Stadium, Bejrut Widzów: 32 064 Sędzia: Minoru Tōjō |

| 10 listopada 2017 | Korea Północna                                                                  | 4:1   | Malezja    |                                                                                 |
| 14:00 CET         | Pak Kwang-ryong 12' (k.) · Kim Yu-song 42' · Kim Yong-il 48' · Jong Il-gwan 59' | (2:0) | Safawi 66' | New I-Mobile Stadium, Buri Ram (Tajlandia) Widzów: 287 Sędzia: Fahad Al-Mirdasi |

| 13 listopada 2017 | Malezja    | 1:4   | Korea Północna                                  |                                                                             |
| 13:00 CET         | Safawi 85' | (0:3) | Kim Yu-song 15', 20', 44' · Pak Kwang-ryong 79' | New I-Mobile Stadium, Buri Ram (Tajlandia) Widzów: 504 Sędzia: Ahmed Al-Kaf |

| 14 listopada 2017 | Hongkong | 0:1   | Liban          |                                                                    |
| 13:00 CET         |          | (0:1) | Matuk 43' (k.) | Hong Kong Stadium, Hongkong Widzów: 10 109 Sędzia: Khamis Al-Marri |

| 27 marca 2018 | Korea Północna                         | 2:0   | Hongkong |                                                                               |
| 10:30 CET     | Jong Il-gwan 19' · Pak Kwang-ryong 25' | (2:0) |          | Stadion im. Kim Ir Sena, Pjongjang Widzów: 32 000 Sędzia: Omar Mohamed Al-Ali |

| 27 marca 2018 | Liban                           | 2:1   | Malezja    |                                                                                      |
| 17:00 CET     | Matuk 19' (k.) · El-Helwe 90+4' | (1:0) | Syafiq 72' | Camille Chamoun Sports City Stadium, Bejrut Widzów: 3 500 Sędzia: Valentin Kovalenko |

### Grupa C
| Lp. | Drużyna      | M | Mecze | Mecze | Mecze | Bramki | Bramki | Bramki | Pkt |
| Lp. | Drużyna      | M | W     | R     | P     | +      | −      | +/−    | Pkt |
| --- | ------------ | - | ----- | ----- | ----- | ------ | ------ | ------ | --- |
| 1.  | Jordania (A) | 6 | 3     | 3     | 0     | 16     | 5      | +11    | 12  |
| 2.  | Wietnam (A)  | 6 | 2     | 4     | 0     | 9      | 3      | +6     | 10  |
| 3.  | Afganistan   | 6 | 1     | 3     | 2     | 7      | 10     | −3     | 6   |
| 4.  | Kambodża     | 6 | 1     | 0     | 5     | 3      | 17     | −14    | 3   |

Mecze
| 28 marca 2017 | Afganistan | 1:1   | Wietnam             |                                                                               |
| 16:00 CET     | Amin 69'   | (0:0) | Nguyễn Văn Toàn 64' | Stadion Pamir, Duszanbe (Tadżykistan) Widzów: 2 500 Sędzia: Turki Al-Khudhayr |

| 28 marca 2017 | Jordania                                                                             | 7:0   | Kambodża |                                                                        |
| 18:00 CET     | Al-Dardour 12', 21', 87' · Al-Bakhit 47' · Al-Saify 61' · Samir 62' · Al-Taamari 90' | (2:0) |          | Stadion Króla Abdullaha, Amman Widzów: 2 000 Sędzia: Dmitrij Maszencew |

| 13 czerwca 2017 | Kambodża      | 1:0   | Afganistan |                                                                         |
| 13:00 CET       | Mony Udom 59' | (0:0) |            | Stadion Olimpijski, Phnom Penh Widzów: 40 000 Sędzia: Mooud Bonyadifard |

| 13 czerwca 2017 | Wietnam | 0:0   | Jordania |                                                   |
| 14:00 CET       |         | (0:0) |          | Mỹ Đình, Hanoi Widzów: 12 000 Sędzia: Ng Chiu Kok |

| 5 września 2017 | Kambodża      | 1:2   | Wietnam            |                                                                   |
| 13:30 CET       | Vathanaka 10' | (1:1) | Quyết 4' · Hải 81' | Stadion Olimpijski, Phnom Penh Widzów: 34 587 Sędzia: Minoru Tōjō |

| 5 września 2017 | Jordania                                                        | 4:1   | Afganistan     |                                                                     |
| 19:00 CET       | Murjan 24' · Al-Saify 33' · Al-Bakhit 45' (k.) · Al-Dardour 89' | (3:0) | Amiri 73' (k.) | Stadion Międzynarodowy, Amman Widzów: 1 036 Sędzia: Arumughan Rowan |

| 10 października 2017 | Afganistan                                           | 3:3   | Jordania                                             |                                                                               |
| 12:00 CET            | Al-Souliman 15' (sam.) · Islam Amiri 64' · Amani 81' | (1:2) | Abu Amarah 40' · Al-Saify 43' (k.) · Al-Souliman 86' | Stadion Pamir, Duszanbe (Tadżykistan) Widzów: 1 500 Sędzia: Masoud Tufayelieh |

| 10 października 2017 | Wietnam | 5:0   | Kambodża |                                                        |
| 14:00 CET            | Đinh Thanh Trung 13' · Nguyễn Văn Quyết 56' · Nguyễn Anh Đức 60' · Nguyễn Công Phượng 76' · Mạc Hồng Quân 90+2' | (1:0) |          | Mỹ Đình, Hanoi Widzów: 11 000 Sędzia: Sivakorn Pu-udom |

| 14 listopada 2017 | Kambodża | 0:1   | Jordania       |                                                                       |
| 12:30 CET         |          | (0:1) | Abu Amarah 17' | Stadion Olimpijski, Phnom Penh Widzów: 18 369 Sędzia: Ilgiz Tantashev |

| 14 listopada 2017 | Wietnam | 0:0   | Afganistan |                                                         |
| 13:00 CET         |         | (0:0) |            | Mỹ Đình, Hanoi Widzów: 28 580 Sędzia: Jameel Abdulhusin |

| 27 marca 2018 | Afganistan      | 2:1   | Kambodża     |                                                                         |
| 13:00 CET     | Sharza 26', 45' | (2:0) | Laboravy 70' | Stadion Pamir, Duszanbe (Tadżykistan) Widzów: 3 011 Sędzia: Jumpei Iida |

| 27 marca 2018 | Jordania       | 1:1   | Wietnam            |                                                                             |
| 17:00 CET     | Abu Amarah 71' | (0:1) | Nguyễn Anh Đức 24' | Stadion Króla Abdullaha, Amman Widzów: 1 562 Sędzia: Hettikamkanamge Perera |

### Grupa D
| Lp. | Drużyna       | M | Mecze | Mecze | Mecze | Bramki | Bramki | Bramki | Pkt |
| Lp. | Drużyna       | M | W     | R     | P     | +      | −      | +/−    | Pkt |
| --- | ------------- | - | ----- | ----- | ----- | ------ | ------ | ------ | --- |
| 1.  | Oman (A)      | 6 | 5     | 0     | 1     | 28     | 5      | +23    | 15  |
| 2.  | Palestyna (A) | 6 | 5     | 0     | 1     | 25     | 3      | +22    | 15  |
| 3.  | Malediwy      | 6 | 2     | 0     | 4     | 11     | 19     | −8     | 6   |
| 4.  | Bhutan        | 6 | 0     | 0     | 6     | 2      | 39     | −37    | 0   |

Mecze
| 28 marca 2017 | Oman | 14:0  | Bhutan |                                                                              |
| 17:00 CET     | Al-Muqbali 2', 35', 40', 43', 68', 85' · Al-Mahaijri 25' · Al-Khaldi 30' · Mabrook 44' · Basnet 54' (sam.) · Al-Hajri 70', 74', 90+1' (k.), 90+2' | (7:0) |        | Sultan Qaboos Sports Complex, Maskat Widzów: 4 500 Sędzia: Hussein Abo Yehia |

| 28 marca 2017 | Malediwy | 0:3   | Palestyna                         |                                                          |
| 18:00 CET     |          | (0:0) | Maher 62', 65' · Abu Nahyeh 90+2' | Stadion Narodowy, Male Widzów: 6 000 Sędzia: Aziz Asimov |

| 13 czerwca 2017 | Bhutan | 0:2   | Malediwy                         |                                                               |
| 14:00 CET       |        | (0:1) | Fasir 42' (k.) · Ah. Abdulla 75' | Changlimithang, Thimphu Widzów: 7 600 Sędzia: Khurram Shahzad |

| 13 czerwca 2017 | Palestyna                  | 2:1   | Oman            |                                                                         |
| 22:00 CET       | Cantillana 13' · Pinto 21' | (2:1) | Al-Mahaijri 45' | Malab Fajsal al-Husajni, Ar-Ram Widzów: 11 000 Sędzia: Sivakorn Pu-udom |

| 5 września 2017 | Bhutan | 0:2   | Palestyna                 |                                                           |
| 14:00 CET       |        | (0:0) | Pinto 51' · Bahdari 90+5' | Changlimithang, Thimphu Widzów: 7 800 Sędzia: Ho Wai Sing |

| 5 września 2017 | Oman                                                                          | 5:0   | Malediwy |                                                                        |
| 17:15 CET       | Al-Khaldi 5' · Al-Hajri 58' · Al-Yahyaei 69' · Al-Yahmadi 86' · Al-Hasani 88' | (1:0) |          | Sultan Qaboos Sports Complex, Maskat Widzów: 1 136 Sędzia: Võ Minh Trí |

| 10 października 2017 | Palestyna | 10:0  | Bhutan |                                                                          |
| 16:00 CET            | Bahdari 4', 40', 44' · Jaber 6' · Seyam 22' · Maraaba 29' · Salem 48' (k.) · Natour 60' · Cantillana 62', 69' | (6:0) |        | Dora International Stadium, Hebron Widzów: 7 250 Sędzia: Rowan Arumughan |

| 10 października 2017 | Malediwy  | 1:3   | Oman                                            |                                                             |
| 18:00 CET            | Fasir 24' | (1:2) | Al-Hajri 15' · Ali 19' (sam.) · Al-Mahaijri 57' | Stadion Narodowy, Male Widzów: 2 884 Sędzia: Jarred Gillett |

| 14 listopada 2017 | Bhutan                         | 2:4   | Oman                                                        |                                                                       |
| 13:00 CET         | Tshering 59' · Gyeltshen 90+3' | (0:0) | Al-Hasani 48' · Ibrahim 76' · Al-Hajri 86' · Al-Ruzaiqi 89' | Changlimithang, Thimphu Widzów: 3 100 Sędzia: Nagor Amir Noor Mohamed |

| 14 listopada 2017 | Palestyna                                                                        | 8:1   | Malediwy   |                                                                                  |
| 15:00 CET         | Yousef 6', 33' · Faisal 16' (sam.) · Maraaba 30', 53', 54', 59' · Cantillana 56' | (4:0) | Hassan 52' | Arab American University Stadium, Dżanin Widzów: 5 750 Sędzia: Dmitry Mashentsev |

| 27 marca 2018 | Oman         | 1:0   | Palestyna |                                                                              |
| 17:00 CET     | Al-Hajri 87' | (0:0) |           | Sultan Qaboos Sports Complex, Maskat Widzów: 9 700 Sędzia: Turki Al-Khudhayr |

| 27 marca 2018 | Malediwy                                                                     | 7:0   | Bhutan |                                             |
| 18:00 CET     | H. Mohamed 35' · N. Hassan 66', 77', 80', 82' · I. Hassan 69' · Yoosuf 90+3' | (1:0) |        | Stadion Narodowy, Male Sędzia: Hasan Akrami |

### Grupa E
| Lp. | Drużyna          | M | Mecze | Mecze | Mecze | Bramki | Bramki | Bramki | Pkt |
| Lp. | Drużyna          | M | W     | R     | P     | +      | −      | +/−    | Pkt |
| --- | ---------------- | - | ----- | ----- | ----- | ------ | ------ | ------ | --- |
| 1.  | Bahrajn (A)      | 6 | 4     | 1     | 1     | 15     | 3      | +12    | 13  |
| 2.  | Turkmenistan (A) | 6 | 3     | 1     | 2     | 9      | 10     | −1     | 10  |
| 3.  | Chińskie Tajpej  | 6 | 3     | 0     | 3     | 7      | 12     | −5     | 9   |
| 4.  | Singapur         | 6 | 0     | 2     | 4     | 3      | 9      | −6     | 2   |

Mecze
| 28 marca 2017 | Chińskie Tajpej          | 1:3   | Turkmenistan                                                |                                                           |
| 12:07 CET     | Chen Po-liang 45+2' (k.) | (1:2) | Annadurdyýew 23' · Mingazow 24' · Chen Chia-chun 83' (sam.) | Stadion Miejski, Tajpej Widzów: 5 898 Sędzia: Kim Hee-gon |

| 28 marca 2017 | Bahrajn | 0:0   | Singapur |                                                                             |
| 18:00 CET     |         | (0:0) |          | Malab al-Bahrajn al-watani, Ar-Rifa Widzów: 225 Sędzia: Nivon Robesh Gamini |

| 10 czerwca 2017 | Singapur  | 1:2   | Chińskie Tajpej                    |                                                                  |
| 15:00 CET       | Hariss 6' | (1:1) | Xavier Chen 31' · Chen Chao-an 60' | Jalan Besar Stadium, Singapur Widzów: 5 234 Sędzia: Ahmed Al-Ali |

| 13 czerwca 2017 | Turkmenistan | 1:2   | Bahrajn                    |                                                       |
| 15:00 CET       | Ýagşyýew 86' | (0:0) | Al Romaihi 55' · Yaser 80' | Sport toplumy, Daszoguz Widzów: 9 500 Sędzia: Ma Ning |

| 5 września 2017 | Singapur   | 1:1   | Turkmenistan     |                                                                    |
| 13:30 CET       | Shakir 63' | (0:0) | Annadurdyýew 82' | Jalan Besar Stadium, Singapur Widzów: 3 712 Sędzia: Yudai Yamamoto |

| 5 września 2017 | Bahrajn                                                       | 5:0   | Chińskie Tajpej |                                                                                 |
| 18:00 CET       | Al-Aswad 11' · Madan 45+4' · Abduljabbar 56', 89' · Helal 74' | (2:0) |                 | Malab al-Bahrajn al-watani, Ar-Rifa Widzów: 362 Sędzia: Nagor Amir Noor Mohamed |

| 10 października 2017 | Chińskie Tajpej                     | 2:1   | Bahrajn               |                                                               |
| 12:00 CET            | Chen Po-liang 90' · Chu En-le 90+2' | (0:1) | Abd al-Latif 17' (k.) | Stadion Miejski, Tajpej Widzów: 7 908 Sędzia: Hiroyuki Kimura |

| 10 października 2017 | Turkmenistan           | 2:1   | Singapur  |                                                                |
| 16:00 CET            | Orazsähedow 18', 90+3' | (1:1) | Irfan 27' | Stadion Köpetdag, Aszchabad Widzów: 15 400 Sędzia: Ng Chiu Kok |

| 14 listopada 2017 | Turkmenistan                    | 2:1   | Chińskie Tajpej        |                                                                             |
| 11:00 CET         | Ýagşyýew 22' · Annadurdyýew 40' | (2:0) | Chen Po-liang 88' (k.) | Stadion Balkanabat, Balkanabat Widzów: 9 500 Sędzia: Hettikamkanamge Perera |

| 14 listopada 2017 | Singapur | 0:3   | Bahrajn                           |                                                                |
| 12:30 CET         |          | (0:0) | Abduljabbar 65', 84' · Rashid 81' | Stadion Narodowy, Kallang Widzów: 2 628 Sędzia: Jarred Gillett |

| 27 marca 2018 | Chińskie Tajpej   | 1:0   | Singapur |                                                                |
| 13:00 CET     | Chen Po-liang 37' | (1:0) |          | Stadion Miejski, Tajpej Widzów: 8 139 Sędzia: Pranjal Banerjee |

| 27 marca 2018 | Bahrajn                               | 4:0   | Turkmenistan |                                                                           |
| 17:30 CET     | Helal 12', 24' · Issa 64' · Yaser 67' | (2:0) |              | Malab al-Bahrajn al-watani, Ar-Rifa Widzów: 100 Sędzia: Yaqoob Abdul Baki |

### Grupa F
| Lp. | Drużyna      | M | Mecze | Mecze | Mecze | Bramki | Bramki | Bramki | Pkt |
| Lp. | Drużyna      | M | W     | R     | P     | +      | −      | +/−    | Pkt |
| --- | ------------ | - | ----- | ----- | ----- | ------ | ------ | ------ | --- |
| 1.  | Filipiny (A) | 6 | 3     | 3     | 0     | 13     | 8      | +5     | 12  |
| 2.  | Jemen (A)    | 6 | 2     | 4     | 0     | 7      | 5      | +2     | 10  |
| 3.  | Tadżykistan  | 6 | 2     | 1     | 3     | 10     | 9      | +1     | 7   |
| 4.  | Nepal        | 6 | 0     | 2     | 4     | 3      | 11     | −8     | 2   |

Mecze
| 28 marca 2017 | Filipiny                                                | 4:1   | Nepal     |                                                                        |
| 18:00 CET     | P. Younghusband 21' (k.), 23' · Ramsay 27' · Patiño 73' | (3:1) | Rai 45+1' | Rizal Memorial Stadium, Manila Widzów: 1 715 Sędzia: Yaqoob Abdul Baki |

| 28 marca 2017 | Jemen                                       | 2:1   | Tadżykistan |                                                                            |
| 18:00 CET     | Dżahongir Ergaszew 41' (sam.) · Al-Sasi 63' | (1:1) | Umarboew 9' | Qatar SC Stadium, Doha (Katar) Widzów: 380 Sędzia: Nagor Amir Noor Mohamed |

| 13 czerwca 2017 | Nepal | 0:0   | Jemen |                                                                |
| 11:15 CET       |       | (0:0) |       | Stadion Halchowk, Katmandu Widzów: 700 Sędzia: Timur Faizullin |

| 13 czerwca 2017 | Tadżykistan                                   | 3:4   | Filipiny                                         |                                                             |
| 18:00 CET       | Umarboew 57' (k.) · Wasiew 61' · Dżalilow 90' | (0:2) | P. Younghusband 28' · Patiño 41', 48' · Sato 79' | Stadion Pamir, Duszanbe Widzów: 15 000 Sędzia: Hanna Hattab |

| 5 września 2017 | Nepal     | 1:2   | Tadżykistan               |                                                                |
| 11:15CET        | Magar 61' | (0:2) | Dżalilow 25' · Wasiew 29' | ANFA Complex, Lalitpur Widzów: 1 200 Sędzia: Mohammed Al-Hoish |

| 5 września 2017 | Filipiny                                  | 2:2   | Jemen                         |                                                            |
| 12:30 CET       | P. Younghusband 30' · J. Younghusband 71' | (1:1) | Al-Radaei 27' · Al-Matari 55' | Panaad Stadium, Bacolod Widzów: 2 911 Sędzia: Kim Dong-jin |

| 10 października 2017 | Tadżykistan                                               | 3:0   | Nepal |                                                                   |
| 15:00 CET            | Dawronow 20' (k.) · Umarboew 60' (k.) · Dżalilow 87' (k.) | (1:0) |       | Stadion Centralny, Hisar Widzów: 12 000 Sędzia: Mooud Bonyadifard |

| 10 października 2017 | Jemen   | 1:1   | Filipiny     |                                                                                |
| 17:00 CET            | Ali 63' | (0:0) | Mike Ott 89' | Saoud bin Abdulrahman Stadium, Al Wakrah (Katar) Widzów: 2 169 Sędzia: Wang Di |

| 14 listopada 2017 | Nepal | 0:0   | Filipiny |                                                           |
| 09:15 CET         |       | (0:0) |          | ANFA Complex, Lalitpur Widzów: 1 023 Sędzia: Ahmed Al-Ali |

| 14 listopada 2017 | Tadżykistan | 0:0   | Jemen |                                                                   |
| 12:00 CET         |             | (0:0) |       | Stadion Centralny, Hisar Widzów: 12 000 Sędzia: Hussein Abo Yehia |

| 27 marca 2018 | Filipiny                                 | 2:1   | Tadżykistan      |                                                              |
| 13:30 CET     | Ingreso 74' · P. Younghusband 90+1' (k.) | (0:0) | Nazarow 64' (k.) | Panaad Stadium, Bacolod Widzów: 4 671 Sędzia: Jarred Gillett |

| 27 marca 2018 | Jemen                   | 2:1   | Nepal             |                                                                  |
| 17:15 CET     | Al-Matari 24', 84' (k.) | (1:1) | N. Shrestha 45+1' | Qatar SC Stadium, Doha (Katar) Widzów: 7 535 Sędzia: Aziz Asimov |

## Strzelcy
820 bramek w 252 meczach (stan na koniec eliminacji).
14 goli
- Mohammad Al-Sahlawi

11 goli
- Ahmed Khalil

10 goli
- Anton Ziemlanuchin
- Hamza Al-Dardour

9 goli
- Manuczehr Dżalilow

8 goli
- Tim Cahill
- Yang Xu
- Sunil Chhetri
- Khalid Al-Hajri
- Abdulaziz Al-Muqbali

7 goli
- Chencho Gyeltshen
- Jeje Lalpekhlua
- Sardar Azmun
- Hasan Matuk
- Ali Ashfaq
- Jonathan Cantillana
- Sameh Maraaba
- Omar Kharbin

6 goli
- Yu Dabao
- Keisuke Honda
- Son Heung-min
- Naiz Hassan
- Kim Yu-song

5 goli
- Taisir Al-Jassim
- Tom Rogić
- Chen Po-liang
- Phil Younghusband
- Mehdi Taremi
- Shinji Kagawa
- Abdulwasea Al-Matari
- Hassan Abdel Fattah
- Hassan Al-Haidos
- Jong Il-gwan
- Pak Kwang-ryong
- Kyaw Ko Ko
- Ahmed Mubarak Al-Mahaijri
- Abdelatif Bahdari
- Ahmad Abu Nahyeh
- Sardor Rashidov
- Ali Mabkhout

4 gole
- Mile Jedinak
- Mahdi Abduljabbar
- Wu Chun-ching
- Javier Patiño
- Younis Mahmoud
- Shinji Okazaki
- Munther Abu Amarah
- Abdallah Deeb
- Boualem Khoukhi
- Mohammed Muntari
- Mohammed Musa
- Witalij Luks
- Bader Al-Mutawa
- Jusuf as-Sulajman
- Yashir Pinto
- Tamer Seyam
- Osama Omari
- Ahtam Nazarow
- Parwizdżon Umarboew
- Igor Sergeev

3 gole
- Khaibar Amani
- Yahya Al-Shehri
- Nathan Burns
- Isma’il Abd al-Latif
- Abdulla Yusuf Helal
- Tshering Dorji
- Jiang Ning
- Misagh Bahadoran
- Iain Ramsay
- Jaimes McKee
- Maya Yoshida
- Yaseen Al-Bakhit
- Odai Al-Saify
- Chan Vathanaka
- Ali Assadalla
- Kwon Chang-hoon
- Lee Jae-sung
- Ri Hyok-chol
- Khampheng Sayavutthi
- Rabih Ataya
- Hilal El-Helwe
- Ali Fasir
- Ahmad Hazwan Bakri
- Aung Thu
- Safuwan Baharudin
- Fazrul Nawaz
- Sanharib Malki
- Mahmoud Maowas
- Teerasil Dangda
- Arslanmyrat Amanow
- Odil Ahmedov
- Lê Công Vinh
- Nguyễn Văn Toàn
- Omar Abdulrahman

2 gole
- Norlla Amiri
- Mustafa Zazai
- Fahad Al-Muwallad
- Massimo Luongo
- Mark Milligan
- Aaron Mooy
- Abdulwahab al-Malud
- Mohamed Al Romaihi
- Sajjid Muhammad Adnan
- Abdulla Yaser
- Wang Yongpo
- Wu Lei
- Yu Hanchao
- Chu En-le
- Godfred Karikari
- Lam Ka Wai
- Sandesh Jhingan
- Balwant Singh
- Ashkan Dejagah
- Ehsan Hadżsafi
- Ali Adnan Kadhim
- Justin Meram
- Mū Kanazaki
- Ahmed Al-Sarori
- Ala as-Sasi
- Ahmed Samir
- Khoun Laboravy
- Prak Mony Udom
- Karim Boudiaf
- Mohammed Kasola
- Jang Hyun-soo
- Ki Sung-yong
- Koo Ja-cheol
- Suk Hyun-jun
- Mirłan Murzajew
- Khonesavanh Sihavong
- Hassan Chaito
- Mohammed Ghaddar
- Ali Hamam
- Niki Torrão
- Safawi Rasid
- Mohd Amri Yahyah
- Ahmed Nashid
- Sithu Aung
- Mohsin Al-Khaldi
- Sami Al-Hasani
- Amad Al-Hosni
- Raed Ibrahim Saleh
- Jaka Ihbeisheh
- Ahmad Maher Wridat
- Mahmoud Yousef
- Khairul Amri
- Abdelrazaq Al Hussain
- Raja Rafe
- Dżahongir Ergaszew
- Dilszod Wasiew
- Pokklaw Anan
- Theerathon Bunmathan
- Adisak Kraisorn
- Mongkol Tossakrai
- Chiquito do Carmo
- Ramon Saro
- Altymyrat Annadurdyýew
- Guwanç Abylow
- Ruslan Mingazow
- Wahyt Orazsähedow
- Myrat Ýagşyýew
- Alexander Geynrikh
- Anzur Ismailov
- Nguyễn Anh Đức
- Nguyễn Văn Quyết

1 gol
- Hassan Amin
- Zohib Islam Amiri
- Jabar Sharza
- Faysal Shayesteh
- Josef Shirdel
- Salman Al-Faraj
- Usama Hausawi
- Najif Hazzazi
- Mathew Leckie
- Tommy Oar
- Sami Al-Husaini
- Kamil Al-Aswad
- Husajn Ali Baba
- Ali Madan
- Abdullah Omar
- Jamal Rashid
- Sayed Redha Isa
- Mamunul Islam
- Jahid Hasan Ameli
- Jigme Dorji
- Biren Basnet
- Karma Shedrup Tshering
- Adi Said
- Huang Bowen
- Mei Fang
- Zhang Linpeng
- Zhang Xizhe
- Chen Chao-an
- Chen Hao-wei
- Chen Yi-wei
- Huang Wei-min
- Hung Kai-chun
- Wang Rui
- Wen Chih-hao
- Xavier Chen
- Yaki Yen
- Kevin Ingreso
- Manuel Ott
- Mike Ott
- Daisuke Sato
- Stephan Schröck
- James Younghusband
- Brandon McDonald
- Travis Nicklaw
- Christian Annan
- Bai He
- Chan Siu Ki
- Ju Yingzhi
- Lo Kwan Yee
- Paulinho
- Sandro
- Tan Chun Lok
- Jordi Tarrés
- Xu Deshuai
- Rowllin Borges
- Fulganco Cardozo
- Sumit Passi
- Mohammed Rafique
- Robin Singh
- Karim Ansarifard
- Saeid Ezatolahi
- Dżalal Hosejni
- Alireza Dżahanbachsz
- Kamal Kamyabinia
- Morteza Pouraliganji
- Ramin Rezaeian
- Masud Szodża’i
- Andranik Tejmurijan
- Mehdi Torabi
- Mohannad Abdul-Raheem
- Ali Hosni
- Dhurgham Ismail
- Mahdi Kamel
- Ahmed Yasin
- Genki Haraguchi
- Hiroshi Kiyotake
- Masato Morishige
- Takashi Usami
- Ayman Al-Hagri
- Mudir Al-Radaei
- Akram Al-Worafi
- Mohammed Boqshan
- Tawfiq Ali Mansour
- Yousef Al-Naber
- Yousef Al-Rawashdeh
- Musa Al-Taamari
- Mohannad Al-Souliman
- Baha’ Faisal
- Saeed Murjan
- Thierry Bin
- Chhin Chhoeun
- Hong Pheng
- Keo Sokpheng
- Sos Suhana
- Ahmed Abdul Maqsoud
- Akram Afif
- Abdelkarim Hassan
- Ismaeel Mohammad
- Sebastián Soria
- Lee Chung-yong
- Lee Jeong-hyeop
- Nam Tae-hee
- Kim Yong-il
- Jang Kuk-chol
- Ri Yong-jik
- Ro Hak-su
- So Kyong-jin
- So Hyon-uk
- Ali Maqseed
- Aziz Mashaan
- Faisal Zayid
- Ildar Amirow
- Azamat Bajmatow
- Edgar Bernhardt
- Bachtijar Dujszobekow
- Wiktor Majier
- Almazbek Mirzaliew
- Bekżan Sagynbajew
- Isłam Szamszyjew
- Roda Antar
- Abbas Ahmed Atwi
- Samir Ayass
- Nour Mansour
- Youssef Mohamad
- Joan Oumari
- Feiz Shamsin
- Chan Pak Chun
- Carlos Fernandes
- Leong Ka Hang
- Baddrol Bakhtiar
- Chanturu Suppiah
- Khair Jones
- Mahali Jasuli
- Mohd Safiq Rahim
- Safee Sali
- Syafiq Ahmad
- Syazwan Zainon
- Asadhulla Abdulla
- Ahmed Abdulla
- Ibrahim Waheed Hassan
- Hamza Mohamed
- Hussain Niyaz Mohamed
- Hussain Sifaau Yoosuf
- Kyaw Zayar Win
- Kyi Lin
- Min Min Thu
- Suan Lam Mang
- Yan Naing Oo
- Zaw Min Tun
- Batmönkhiin Erkhembayar
- Bishal Rai
- Bimal Gharti Magar
- Nawayug Shrestha
- Mohammed Al-Ghassani
- Saad Al-Mukhaini
- Said Al-Ruzaiqi
- Jameel Al-Yahmadi
- Salaah Al-Yahyaei
- Nadir Mabrook
- Qasim Said
- Hassan Bashir
- Mus'ab Al-Batat
- Ahmed Awad
- Abdullah Jaber
- Matías Jadue
- Mohammad Natour
- Khaled Salem
- Pablo Tamburrini
- Khader Yousef
- Irfan Fandi
- Shakir Hamzah
- Hariss Harun
- Faris Ramli
- Subash Madushan
- Moayad Ajan
- Oday Al-Jafal
- Ahmad Kallasi
- Omar Midani
- Nuriddin Dawronow
- Dawrondżon Ergaszew
- Fathullo Fathullojew
- Umeddżon Szaripow
- Tana Chanabut
- Kroekrit Thaweekarn
- Patrick Fabiano
- Rufino Gama
- Jairo Neto
- José Oliveira
- Rodrigo Souza Silva
- Serdaraly Ataýew
- Artur Geworkýan
- Süleýman Muhadow
- Mekan Saparow
- Stanislav Andreyev
- Server Jeparov
- Azizbek Haydarov
- Eldor Shomurodov
- Đinh Tiến Thành
- Đinh Thanh Trung
- Mạc Hồng Quân
- Nguyễn Công Phượng
- Nguyễn Quang Hải
- Trần Phi Sơn
- Mohamed Ahmed
- Ismail Al-Hammadi
- Ahmed Al Hashmi
- Habib Fardan
- Abdullah Mousa
- Mohanad Salem

Gole samobójcze
- Sharif Mukhammad przeciwko reprezentacji Japonii
- Biren Basnet przeciwko reprezentacji Omanu
- Chen Chia-chun przeciwko reprezentacji Turkmenistanu
- Mohannad Al-Souliman przeciwko reprezentacji Afganistanu
- Khoun Laboravy przeciwko reprezentacji Japonii
- Leng Makara przeciwko reprezentacji Syrii
- Ildar Amirow przeciwko reprezentacji Australii
- Walerij Kiczin przeciwko reprezentacji Bangladeszu
- Ali Hamam przeciwko reprezentacji Korei Południowej
- Lam Ka Seng przeciwko reprezentacji Indii
- Amdhan Ali przeciwko reprezentacji Omanu
- Mohamed Faisal przeciwko reprezentacji Palestyny
- Ali Samooh przeciwko reprezentacji Jemenu
- Zaw Min Tun przeciwko reprezentacji Kuwejtu
- Hamdi Al Masri przeciwko reprezentacji Japonii
- Dżawron Ergaszew przeciwko reprezentacji Jemenu
- Serdar Annaorazow przeciwko reprezentacji Guamu
- Mekan Saparow przeciwko reprezentacji Omanu
- Đinh Tiến Thành przeciwko reprezentacji Tajlandii